# August Eichrodt
August Friedrich Georg Eichrodt (* 1. November 1800 in Durlach; † 27. November 1856 in Karlsruhe; evangelisch) war ein seit 1823 im badischen Staatsdienst stehender Jurist und wurde zum 29. Juli 1852 wegen gesundheitlichen Gründen in den Ruhestand versetzt.

## Familie
August Eichrodt war der Sohn des Generalmajors Karl Friedrich Eichrodt (* 10. März 1754 in Karlsruhe; † 13. April 1813 in Rastatt) und der Maria Susette Henriette geborene Authing. Er war seit April 1831 verheiratet mit Karoline geborene Bassermann.

## Leben
Eichrodt studierte ab dem Wintersemester 1818/19 Rechtswissenschaften an der Universität Heidelberg und schloss sich dem dortigen Corps Suevia an. Am 25. November 1822 wurde er Rechtspraktikant. Am 8. März 1823 erfolgte seine Anstellung als Staatsministerialkanzlist und ab dem 7. September 1825 wurde er Kreisassessor beim Neckar-Kreis-Direktorium in Mannheim. Am 19. Juni 1829 wurde er Amtmann beim Bezirksamt Kork (bis 1881, danach Bezirksamt Kehl) dort am 1. Mai 1836 zum Oberamtmann ernannt. Ab dem 11. November 1840 war er Oberamtmann beim Bezirksamt Bretten und danach ab dem 4. März 1843 in gleicher Funktion beim Bezirksamt Konstanz und schließlich ab dem 29. Dezember 1843 beim Bezirksamt Durlach. Zum 2. Juni 1851 wurde er Stadtdirektor in Heidelberg und Leiter des Bezirksamts Heidelberg. Wegen gesundheitlichen Gründen wurde Eichrodt zum 29. Juli 1852 in den Ruhestand versetzt. Sein Nachfolger in Heidelberg wurde Mariano von Uria.

## Auszeichnungen
- 1842 Ritterkreuz des Zähringer Löwen-Ordens